# “公正”社会民主党
“公正”社会民主党是乌兹别克斯坦的一个社会民主主义政党。该党成立于1995年2月18日，首任总书记是安瓦尔·朱拉博耶夫。该党是4个亲乌兹别克斯坦政府的卫星党之一。